# Sieklówka
Sieklówka – wieś w Polsce położona w województwie podkarpackim, w powiecie jasielskim, w gminie Kołaczyce.
Do 1991 była podzielona na Sieklówkę Dolną i Sieklówkę Górną. Podział ów związany był z zamieszkami religijnymi i miał nastąpić w XVI wieku. W świadomości mieszkańców, których głównie jednoczyła parafia, raczej nie istniała granica między osadami prócz tej, że sieklowianie na dole pracowali w dawnych czasach dla innego pana, aniżeli sieklowianie na górze.
Wieś liczy około 1000 mieszkańców – w większości jest to ludność rolnicza. Część osób znajduje zatrudnienie w okolicznych zakładach pracy.
Miejscowość jest siedzibą parafii św. Stanisława Biskupa, należącej do dekanatu Brzostek, diecezji rzeszowskiej.

## Części wsi
| SIMC    | Nazwa    | Rodzaj    |
| ------- | -------- | --------- |
| 0354123 | Dziury   | część wsi |
| 0354130 | Podlas   | część wsi |
| 0354146 | Półrolek | część wsi |
| 0354152 | Rzeki    | część wsi |

## Historia

### Od czasów najdawniejszych do I wojny światowej
U schyłku epoki kamienia (ok. 2900–2300 lat p.n.e.) tereny Sieklówki Dolnej zamieszkiwała pasterska ludność kultury ceramiki sznurkowej, co potwierdzają badania archeologiczne przeprowadzone przez krakowskich archeologów.
Według jednej z hipotez, na terenie miejscowości osiedlił się w VI wieku Siekluch pochodzący ze szczepu lechickiego. Wyjaśniałoby to genezę nazwy wsi (wskazuje się także na związek z wyrazem siekluka – nazwa ryb i imieniem osobowym Siekluk, znanym w XV wieku).
Sieklówka, która swe powstanie zawdzięcza benedyktynom tynieckim, występuje po raz pierwszy w dokumentach z 1474 roku, kiedy to król Kazimierz IV Jagiellończyk przeniósł wieś wraz z Sowiną, których właścicielem był rycerz Jakub Sieklucki z prawa polskiego na niemieckie. Po śmierci Jakuba Siekluckiego w 1512 roku, dobra Sieklówki i Sowiny przeszły kolejno w ręce Reginy Filipowskiej (siostra Jakuba Siekluckiego) oraz Mikołaja a następnie Jakuba Filipowskiego (burgrabia krakowski). W roku 1563 pisał się z Sieklówki Hieronim Filipowski – poborca ziemi krakowskiej. Od 1581 roku osada należała do Jana Gnoińskiego, a następnie Jordana z Zakliczyna herbu Trąby – rotmistrz ok. 1581 r. kupił wieś Siekluk, obecnie Sieklówka. Po przystąpieniu do braci polskich został oskarżony o sprofanowanie miejscowego kościoła i  zabity przed rokiem 1591. Odtąd sieklowianie należeli do parafii w Lubli. Między mieszkańcami obydwu wsi dochodziło stale do sporów i zatargów, dlatego w Sieklówce wzniesiono kaplicę, w której ksiądz z Lubli odprawiał mszę, co drugą niedzielę. Dopiero rząd austriacki utworzył we wsi kapelanię, a Anna i Jerzy Ramułtowie wybudowali kościół i zobowiązali się ponosić wszystkie ciężary, płynące z patronatu kapelani. Obowiązki swoje zaintabulowali na dobrach Sieklówka Dolna. Wśród mieszkańców krąży opowieść o tym, że kościół został wygrany w karty i przewieziony w ciągu jednego dnia, a złożony – w trzech dniach.
Mieszkańcy wsi należeli prawie do końca XV wieku do parafii w Warzycach. W tym okresie został wybudowany kościółek, a wieś przyłączona do parafii w Lubli. 6 lutego 1489 roku w Sieklówce powstała parafia.
Właścicielami wschodniej połowy dawnej Sieklówki już podzielonej po zamieszkach religijnych, czyli Sieklówki Dolnej byli Ramułtowie. Od Anny Ramułtowej Sieklówkę Dolną kupił Stanisław Piliński, po którym dziedziczył syn Konstanty. Później majątek nabył Józef Przyłęcki dla syna Stanisława. Po Stanisławie Przyłęckim dziedziczyła jego córka Michalina z Przyłęckich Adamska – posiadała majątek do czasów II wojny światowej.
Natomiast zachodnią część Sieklówki, czyli Sieklówkę Górną nabył około roku 1780 Michał Wilusz. Po jego śmierci dziedziczyła córka – Antolina z Wiluszów Biesiadecka. Rodzina Biesiadeckich cieszyła się szacunkiem i przywiązaniem mieszkańców wsi, o czym świadczy fakt obronienia jej w 1846 roku (w czasie rzezi galicyjskiej) przed napastnikami z Gogołowa. Biesiadecka sprzedała Sieklówkę Górną Adamowi i Henryce Jakubowskim. Od roku 1881 właścicielami wsi byli Kazimierz i Maria Horodyńscy. Po nich dziedziczył syn Władysław Horodyński, który wraz z żoną Marią gospodarował w Sieklówce Górnej w dworze Horodyńskich do czasów okupacji niemieckiej.
W 1860 roku zorganizowana została szkoła, która miała swoją siedzibę w drewnianym budynku w Sieklówce Dolnej. W 1888 roku została przeniesiona do murowanego budynku w Sieklówce Górnej. Również w 1888 roku zostało założone Kółko Rolnicze. Około 1893 roku powstało tzw. Wiejskie Pogotowie Ogniowe, które po sformalizowaniu działalności i reorganizacji zostało zarejestrowane jako Ochotnicza Straż Pożarna w 1900 roku.

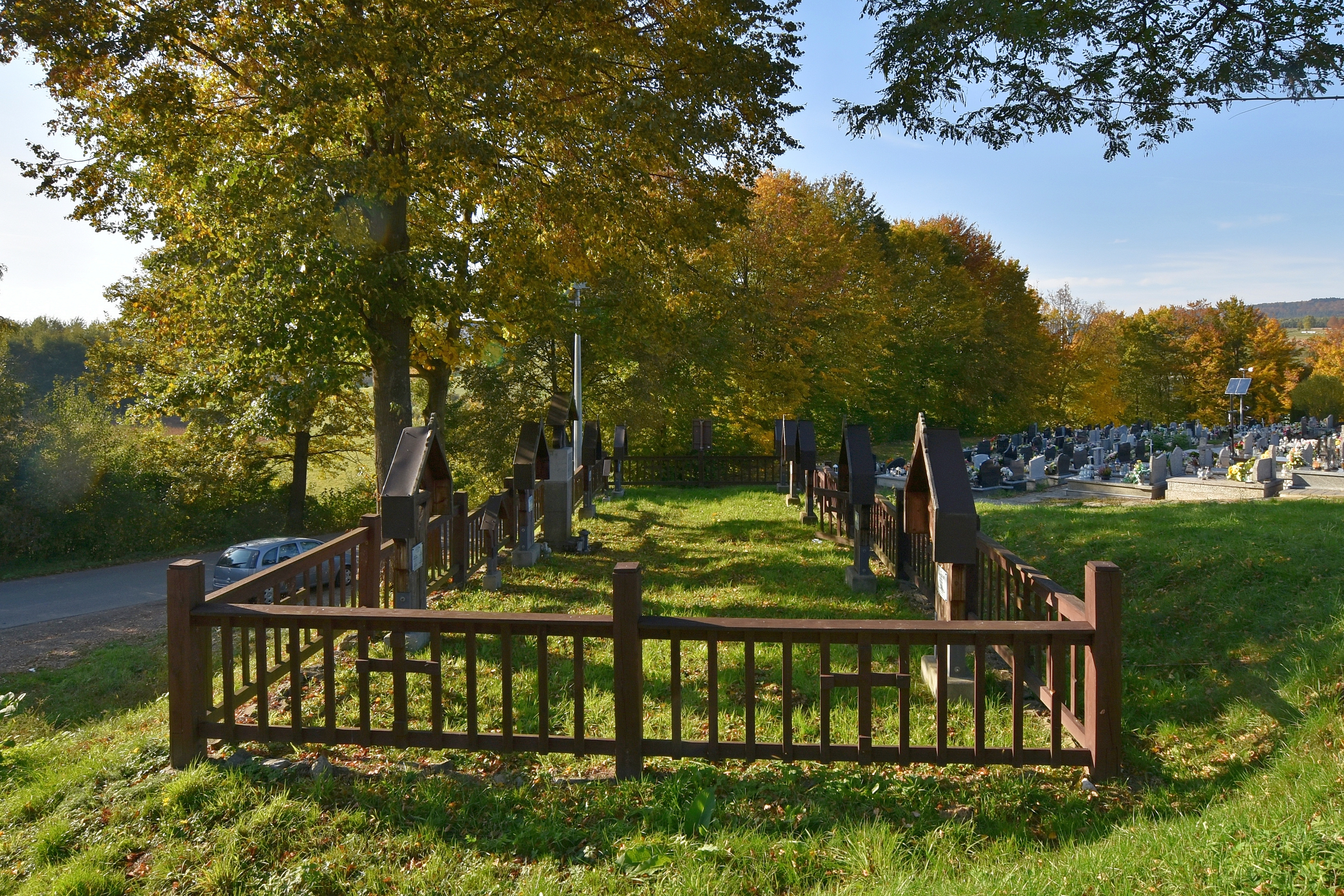
Cmentarz wojenny nr 42 – Sieklówka
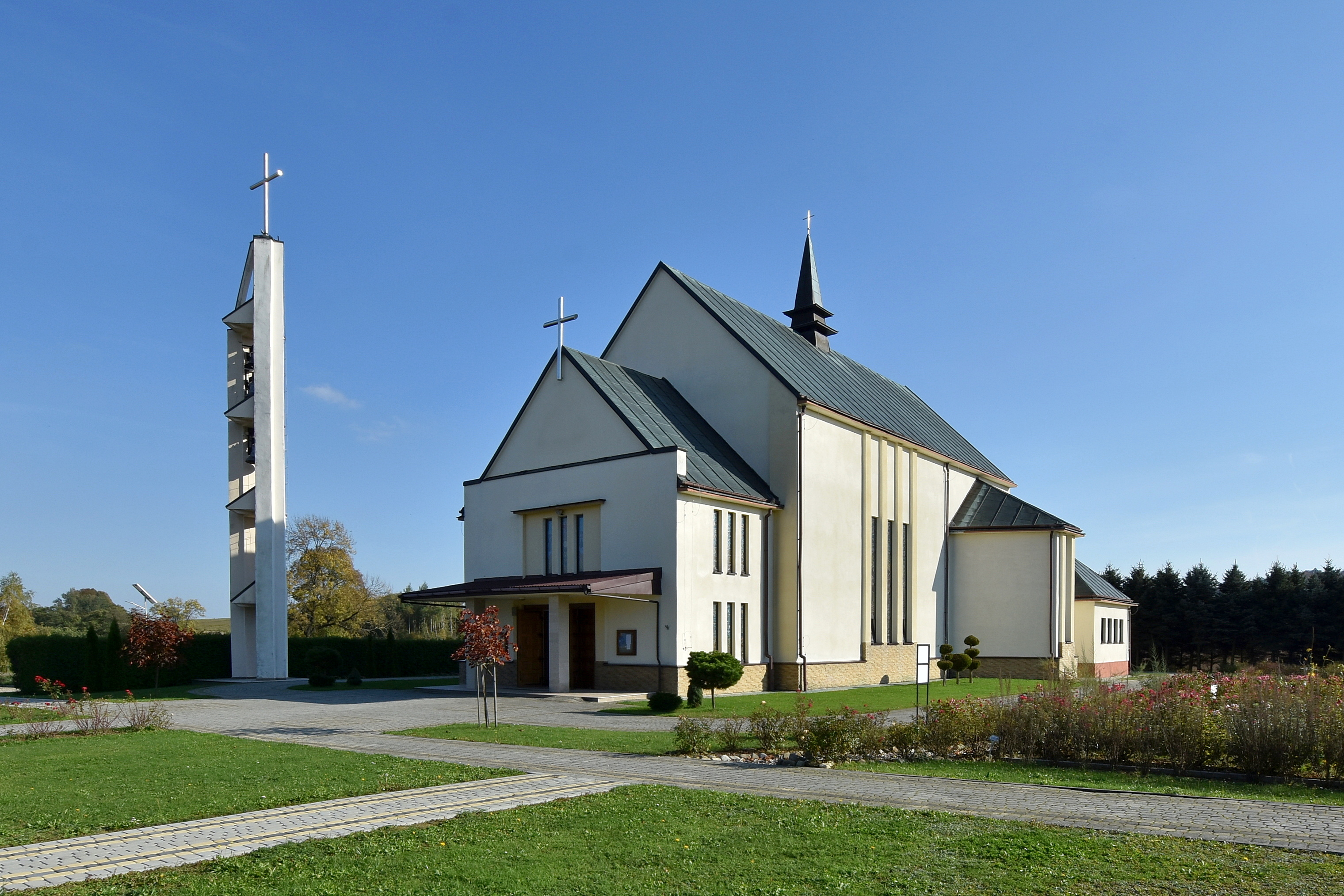
Kościół parafialny

### I i II wojna światowa
Pozostałością po działaniach wojennych lat 1914-1915, których centrum znajdowało się w okolicach Gorlic, jest cmentarz wojenny (nr 42, okręg II Jasło) na którym spoczywa 19 Austriaków i 13 Rosjan poległych w dniach 20–28 grudnia 1914 roku oraz 2 Niemców poległych 8 maja 1915 roku.
W czasie okupacji hitlerowskiej wieś była jednym z najaktywniejszych ośrodków konspiracyjnego ruchu oporu AK w okolicy. Wojna pochłonęła wiele ofiar. 6 lipca 1940 roku w lesie na pograniczu Sieklówki rozstrzelano 87 polskich żołnierzy i oficerów oraz kilku przewodników. Dwóm osobom udało się zbiec w trakcie transportu, a jednej z miejsca egzekucji (Tadeusz Socha z Mrukowej). W 1945 roku ciała przeniesiono do grobu nr 6 na cmentarzu ofiar hitlerowskich egzekucji w Warzycach. Powyżej miejsca egzekucji, przy drodze z Sieklówki do Warzyc, wybudowano pomnik odsłonięty w 1971 roku. Po zbliżeniu się linii frontu do Sieklówki wieś została wysiedlona 22 sierpnia 1944 roku. Działania wojenne przyniosły ogromne straty materialne: zniszczono 168 budynków mieszkalnych (ocalało 18), wycięto 610 drzew owocowych, pola zostały zaminowane, a we wsi znajdowało się 220 bunkrów i ponad 12 km okopów.

### Czasy powojenne
W lutym 1945 roku Jan Wojaczyński uzyskał pozwolenie na zorganizowanie szkoły. Pierwsze zajęcia odbyły się 10 kwietnia 1945 roku w 2 wyremontowanych salach dworu Władysława Horodyńskiego.
Wieś została zelektryfikowana w 1965 roku. W roku 1975 miejscowość znalazła się w województwie krośnieńskim. W 1992 roku nastąpiło administracyjne połączenie Sieklówki Górnej i Dolnej.
W nocy z 7 na 8 kwietnia 1993 roku spłonął kościół parafialny, liczący ponad 150 lat.
W tym samym roku mieszkańcy wsi wybudowali z własnych funduszy i własnymi rękoma nową świątynię w ciągu 80 dni, pracując dosłownie od świtu do nocy. W 2001 roku został oddany do użytku nowy budynek szkolny.